# 蘭開斯特鎮區 (堪薩斯州艾奇遜縣)
蘭開斯特鎮區（英語：Lancaster Township）為位在美國堪薩斯州艾奇遜縣的鎮區。2010年美国人口普查中該鎮區人口有818人。

## 地理
蘭開斯特鎮區涵蓋面積156.2平方（60.3平方英里），境內擁有兩座城市：休倫和蘭開斯特。

### 墓園
根據美國地質調查局的資料，此鎮區擁有2座墓園：
- 奧爾德森墓園（Alderson Cemetery）
- 舊休倫墓園（Old Huron Cemetery）

## 人口統計
根據2010年美國人口普查，蘭開斯特鎮區人口有818人，人口密度為5.24人/平方公里。種族方面，97.07%為白人；0.12%為非裔美洲人；0.98%為美洲原住民；0.73%為亞洲人；0%為太平洋島民；0.24%為其他種族；另外有0.86%為兩個或以上的種族。而西班牙裔美國人或拉丁美洲人佔該鎮區人口的1.34%。

## 外部連結
- US-Counties.com
- City-Data.com （页面存档备份，存于）